# Strafausschließungs- und Strafaufhebungsgründe
Unter Strafausschließungs- und Strafaufhebungsgründen versteht man im deutschen Strafrecht persönliche Umstände eines Täters, die zu seiner Straflosigkeit führen. Strafausschließungsgründe liegen bereits zur Tatzeit vor, während Strafaufhebungsgründe erst nach der Tat eintreten.
Die beiden Aufhebungsgründe können gemäß § 28 Abs. 2 StGB nur solche Täter oder Teilnehmer entlasten, bei denen sie persönlich vorliegen.
Da die Strafbarkeit des Teilnehmers ebenso unberührt bleibt wie die Rechtswidrigkeit der Tat, ist Notwehr gegen sie weiterhin zulässig.

## Hintergrund
Die Strafbarkeit eines Verhaltens wird in der Regel durch das tatbestandsmäßige Unrecht und die Schuld des Täters begründet. In Ausnahmefällen ist eine Bestrafung indes nur möglich, wenn weitere Voraussetzungen vorliegen. Neben den objektiven Bedingungen der Strafbarkeit können streng personenbezogene und jenseits von Unrecht und Schuld liegende Aspekte entweder strafausschließend oder strafaufhebend wirken.

### Strafausschließungsgründe
Strafausschließungsgründe sind Umstände, die bereits bei der Tatbegehung vorgelegen haben müssen und von vornherein zur Straflosigkeit führen. Diese Privilegierung kann unterschiedlich motiviert sein. Während der Gesetzgeber auf bestimmte Konfliktsituationen Rücksicht nehmen und dem geringeren Schuldgehalt Rechnung tragen will, gehen andere Ausschließungsgründe auf sonstige kriminalpolitische Erwägungen zurück.
Zu den persönlichen Strafausschließungsgründen zählen das jugendliche Alter von Geschwistern und Abkömmlingen beim Beischlaf zwischen Verwandten nach § 173 Abs. 3 StGB, die Indemnität von Abgeordneten nach Art. 46 GG, § 36 StGB und die Fälle der § 257 Abs. 3 Satz 1 und § 258 Abs. 5 und 6 StGB. Weitere persönliche Strafausschließungsgründe sind geregelt in § 1 Abs. 3 ESchG, § 218 Abs. 4 Satz 2 StGB, § 218a Abs. 4 Satz 1 StGB, § 54a Abs. 3 KWG, § 71 Abs. 6 BNatSchG, § 71a Abs. 5 BNatSchG, § 11 Abs. 11–13 AWG, § 95 Abs. 5 AufenthG, § 84 Abs. 5 AsylG,  § 142 Abs. 7 PatG, § 25 Abs. 7 GebrMG.

### Strafaufhebungsgründe
Bei den Strafaufhebungsgründen handelt es sich um Gegebenheiten, die erst nach der Tatbegehung eintreten und dazu führen, die zunächst begründete Strafbarkeit rückwirkend aufzuheben. Zu diesen Umständen gehören die Fälle der Straffreiheit wegen tätiger Reue (z. B. § 314a Abs. 3 StGB), der Rücktritt vom Versuch gem. § 24 StGB sowie der Rücktritt vom Versuch der Verbrechensbeteiligung gem. § 31 StGB. Ein weiterer Strafaufhebungsgrund findet sich in § 371 AO (Selbstanzeige bei Steuerhinterziehung).

## Irrtumsproblematik
Der Irrtum über einen persönlichen Strafausschließungs- oder -aufhebungsgrund wird grundsätzlich einhellig für unbeachtlich erachtet. Dies gilt sowohl in Ansehung der Existenz eines solchen Grundes als auch dessen rechtlichen Grenzen. Wissenschaftliche Diskussionen kommen gelegentlich bezüglich der Frage auf, ob der Irrtum des Täters über das Vorliegen der tatsächlichen Voraussetzungen von Ausschluss- oder Aufhebungsgründen anders zu behandeln sei. Nach überwiegender Auffassung führt allerdings auch dieser Aspekt zu keinem anderen Ergebnis. Teile der Literatur behelfen sich allerdings mit einer analogen Anwendung von § 35 Absatz 2 StGB, jedenfalls dann, wenn eine notstandsähnliche Motivationslage attestiert werden kann.

## Annex
In Ausnahmefällen ist nach deutschem Recht als Reakationsmittel sui generis gemäß § 59 StGB eine Verwarnung mit Strafvorbehalt und gemäß § 60 StGB ein „Absehen von Strafe“ (Poena naturalis) möglich.
Zudem kann die Staatsanwaltschaft gemäß § 153b StPO mit Zustimmung des zuständigen Gerichts von einer Verfolgung absehen, wenn ein Absehen von Strafe möglich ist.